# Azi Aslanov
Azi Ahad ogli Aslanov (azersko Həzi Aslanov, rusko Ази Ахад оглы Асла́нов), azerbajdžanski (sovjetski) general in heroj Sovjetske zveze, *  22. januar, 1910, Lankaran, Ruski imperij, † 24. januar 1945, Latvija.
Aslanov je bil generalmajor oklepnih enot med veliko patriotsko vojno. Sodeloval je v bitkah za Moskvo, za Stalingrad, za Rostov in za Taganrog.

## Odlikovanja
- heroj Sovjetske zveze (2x; 22. december 1942[2] in 21. junij 1991)
- red rdeče zvezde (2x; 26. september 1942 in 3. februar 1944)
- red rdeče zastave (3; 15. november 1942, 3. julij 1944 in 7. januar 1945)
- red Lenina (2x; 22. december 1943 in 21. junij 1991)
- red Aleksandra Nevskega (15. april 1943)
- red Suvorova 2. razreda (22. julij 1944)
- red domovinske vojne (posmrtno; 27. januar 1945